# 中国内地会学校旧址
中国内地会学校旧址，位于山东省烟台市芝罘区海军航空工程学院，是中华人民共和国山东省文物保护单位之一。
2006年12月7日，授予山东省文物保护单位，是一座近现代重要史迹及代表性建筑。